# Momo Hirai
Hirai Momo (平井 モモ  Hirai Momo?, Kyōtanabe, 9 de noviembre de 1996), también conocida como Momo (hangul: 모모), es una cantante, bailarina y compositora japonesa, integrante del grupo femenino de k-pop Twice.

## Primeros años
Momo Hirai nació en Kyōtanabe, Prefectura de Kioto, Japón. Empezó a bailar a los 3 años, junto con su hermana mayor.

## Carrera

### Predebut
Tuvo una temprana aparición en la industria musical de Corea del Sur, apareciendo en un vídeo musical para Lexy en 2008 y en el show de talentos Superstar K en 2011. Momo y su hermana fueron vistas originalmente por JYP Entertainment en un vídeo en línea en 2012. A ambas se les pidió que hicieran una audición, pero solo Momo tuvo éxito, lo que la llevó a mudarse a Corea del Sur en abril de 2012. Antes de unirse a Twice, bailó en varios vídeos musicales como «Aprendiz de K-Pop». En 2015 ella participó en el programa surcoreano reality show Sixteen, presentado por JYP Entertainment y coproducido por Mnet. Aunque fue inicialmente eliminada en la competencia, fue traída de vuelta al final de la competencia y se le permitió unirse al recién formado grupo de chicas Twice.

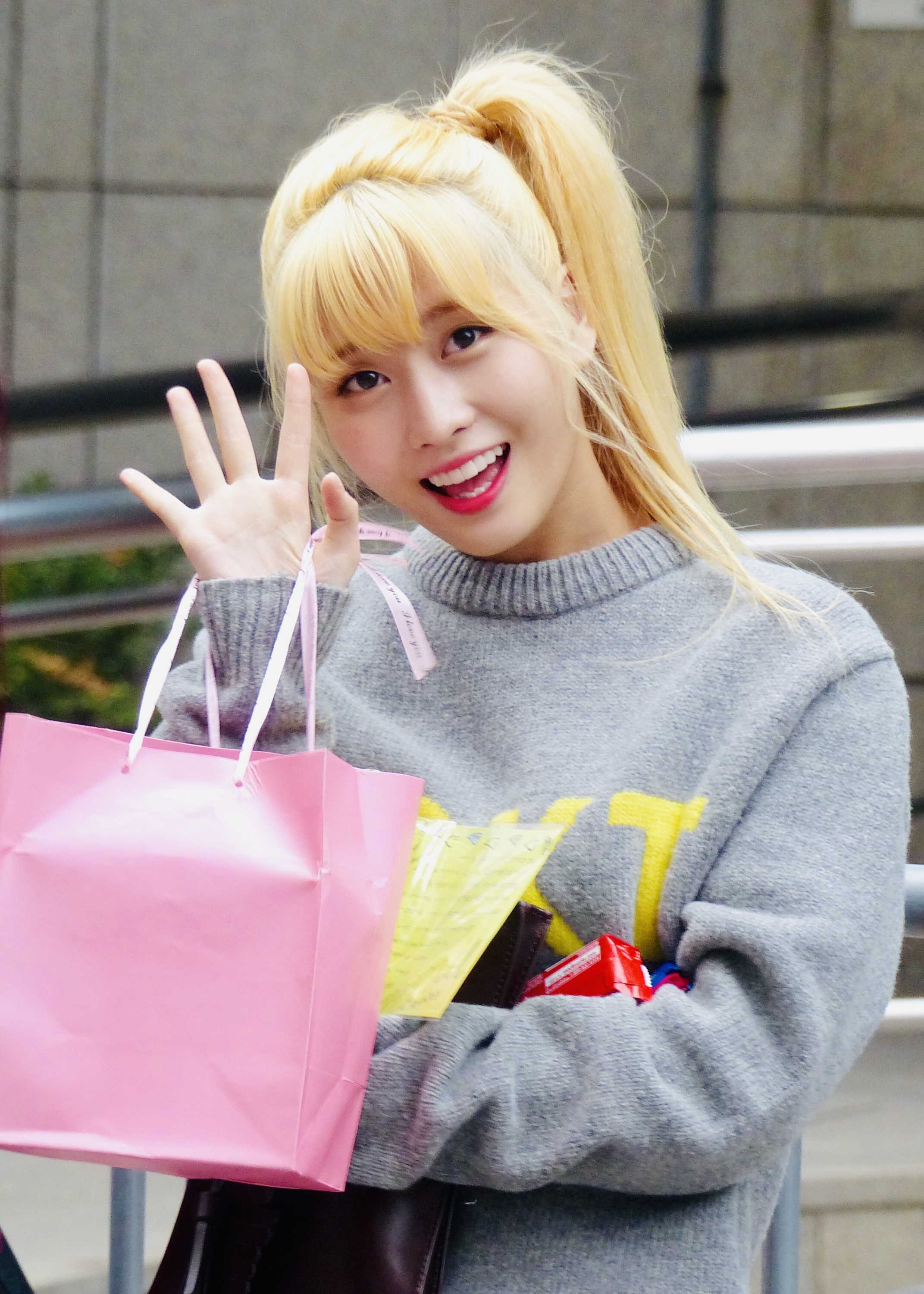
Momo en octubre de 2015.

### Carrera en Twice
En octubre de 2015, debutó oficialmente como miembro de Twice con su primera obra extendida, The Story Begins. El sencillo principal «Like Ooh-Ahh» fue la primera canción de debut K-pop, que alcanzó 100 millones de vistas en YouTube.

### Reconocimiento
La empresa Gallup realizó en 2018 una encuesta de música en Corea, siendo votada como la 20.ª más popular de Corea del Sur. Es una de las estrellas no coreanas más populares de K-pop, y a su popularidad se le atribuye incluso la mejora de las relaciones entre Corea del Sur y Japón. Conocida por su aptitud física y sus movimientos corporales, es apodada la «máquina de baile». En 2019 Momo recibió la cobertura de trending en Twitter después de que se estrenara un video de ella.

## Vida personal
En enero de 2020, Label SJ y JYP Entertainment, confirmaron que estaba saliendo con Kim Hee-chul, del grupo Super Junior. El 7 de julio de 2021 las agencias de ambos artistas confirmaron el fin de su relación por sus apretadas agendas.

## Discografía

### Créditos de composición
| Año  | Canción               | Álbum         | Artista   | Con                            | Ref.   |
| ---- | --------------------- | ------------- | --------- | ------------------------------ | ------ |
| 2018 | «Shot Thru the Heart» | Summer Nights | Twice     | Sana, Mina                     | [ 15 ] |
| 2019 | «Hot»                 | Fancy You     | Twice     | Kang Eun-jeong                 | [ 16 ] |
| 2019 | «Love Foolish»        | Feel Special  | Twice     | Shim Eunji                     | [ 17 ] |
| 2019 | «21:29»               | Feel Special  | Twice     | Todas las integrantes de Twice | [ 17 ] |
| 2022 | «Celebrate»           | Celebrate     | Twice     | Todas las integrantes de Twice | [ 18 ] |
| 2023 | «Funny Valentine»     | Masterpiece   | Misamo    |                                |        |
| 2024 | «Money in My Pocket»  | Haute Couture | Momo solo |                                |        |

## Filmografía

### Shows de televisión
| Año  | Título        | Network | Rol                       | Ref.   |
| ---- | ------------- | ------- | ------------------------- | ------ |
| 2015 | Sixteen       | Mnet    | Concursante               | [ 19 ] |
| 2016 | Hit the Stage | Mnet    | Concursante(episodio 1–4) | [ 20 ] |

### Eventos
| Año  | Título                    | Acompañantes                     | Network | Ref.   |
| ---- | ------------------------- | -------------------------------- | ------- | ------ |
| 2016 | Suwon K-pop Super Concert | Kim Hee-chul, Zhou Mi, Chaeyoung | SBS MTV | [ 21 ] |